# Serrat del Puit (Tremp)
El Serrat del Puit, o del Pui, és un serrat del terme municipal de Tremp, del Pallars Jussà, dins de l'antic terme de Fígols de Tremp. El seu extrem sud-est, però, entra dins del terme de Castell de Mur, a l'antic municipi de Mur.
El seu punt més elevat, a 1.124,2 m. alt., és el turo de lo Puiol, des del qual la serra baixa cap al sud-est, fins a arribar prop del Mas d'Eloi.